# St. Rupert (Lindach)

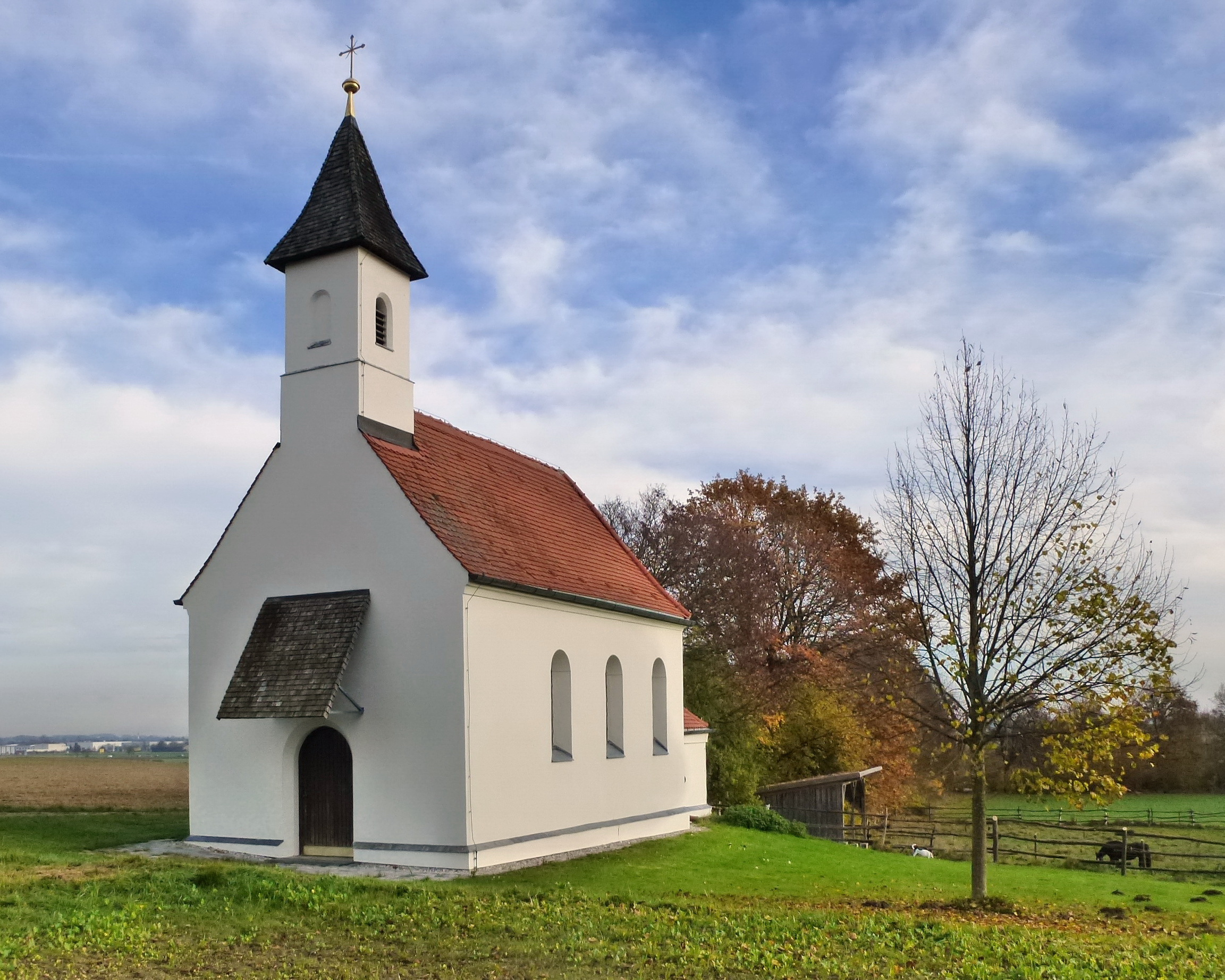
Kapelle St. Rupert in Lindach

Die katholische Kapelle St. Rupert in Lindach, einem Stadtteil von Fürstenfeldbruck im oberbayerischen Landkreis Fürstenfeldbruck, wurde im 15. und 17. Jahrhundert errichtet. Die Kapelle nördlich des Ortes ist ein geschütztes Baudenkmal.
Der kleine Saalbau mit polygonalem Chorschluss und angefügter Sakristei besitzt einen massiven Dachreiter und Rundbogenfenster.